# 高冲
高冲（?—?），先从北齐，后为北周大将。在北齐时高冲依靠累累战功升为鹰扬郎将，谙熟军法，后升颍川郡守，但是后来认为北齐不会持久，便投靠了北周，被封为左屯卫清宫府别将，留有子高赦，同于北周做官。

### 书目
- 《全唐文》
- 令狐德棻：《周书》

### 引用
1. ↑  《周书》列传第二十五：“明年洛阳不守刚远隔敌中连战破东魏广州刺史李仲侃时侯景别帅陆太颍川郡守高冲等众八千人寇襄城等五郡”
2. ↑  《全唐文》卷一九四：“曾祖冲，北齐鹰扬郎将，周左屯卫清宫府别将。成军夜火，教战秋风。九天扬后一之兵，六合拥前三之阵。张良入汉。行观灭楚之征；微子奔周，坐见亡殷之兆。”